# Ixtenco
Ixtenco es una localidad del estado mexicano de Tlaxcala. Es cabecera del municipio de Ixtenco.

## Demografía
| Censo | Población |
| ----- | --------- |
| 1900  | 3752      |
| 1910  | 3733      |
| 1921  | 3528      |
| 1930  | 3888      |
| 1940  | 4356      |
| 1950  | 5149      |
| 1960  | 5655      |
| 1970  | 5035      |
| 1980  | 5980      |
| 1990  | 5356      |
| 1995  | 5681      |
| 2000  | 5811      |
| 2005  | 6246      |
| 2010  | 6741      |
| 2020  | 7436      |